# Ajiva

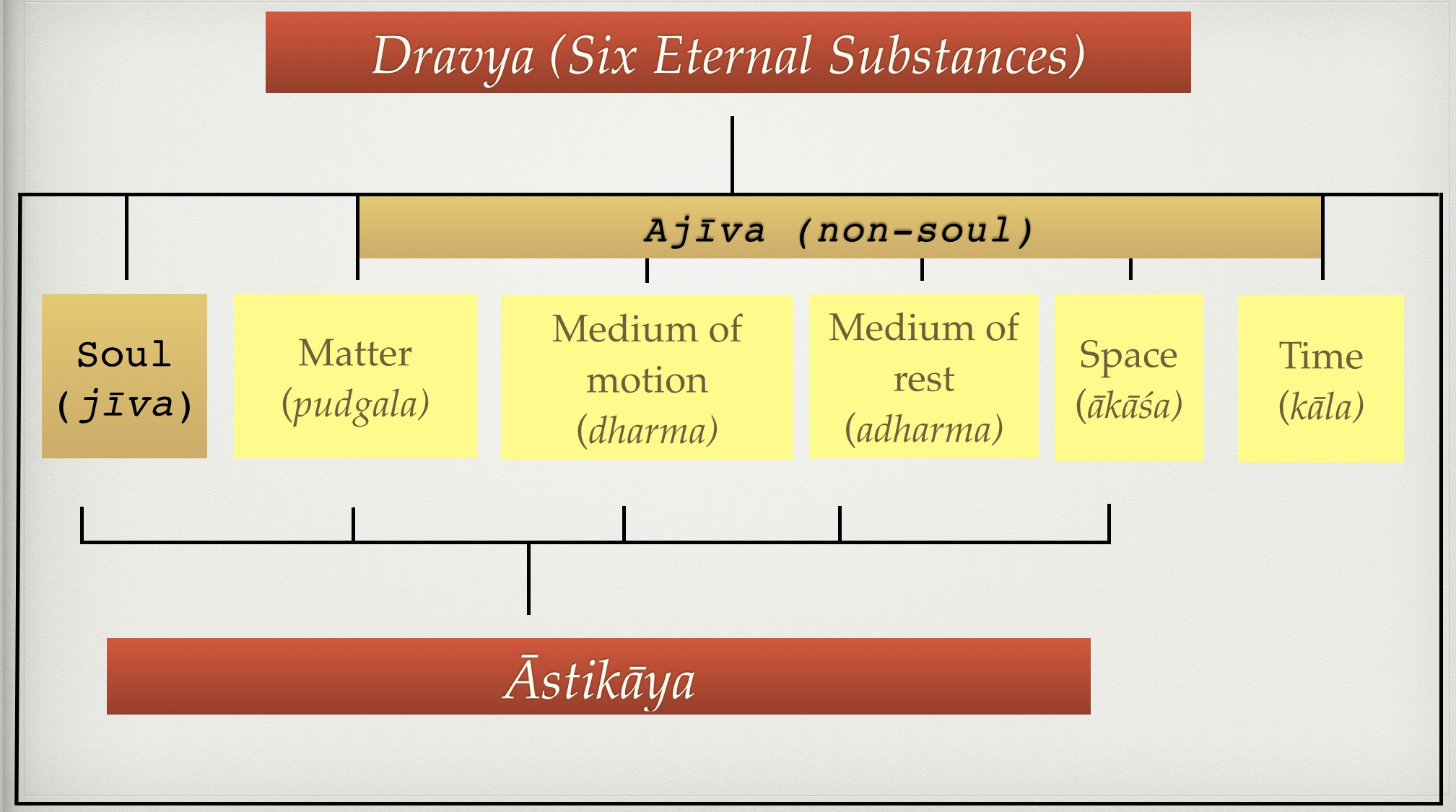
Organización del dravya, ajīva, jīva y astikaya.

En el jainismo, ayiva es algo que no tiene alma o vida, el polo opuesto de yivá (lasif‘vivo’, toda criatura con alma). Debido a que ayiva no tiene vida, no se acumula el karma y no puede morir. Ejemplos de ayiva incluyen sillas, computadoras, papel y plástico. Se puede dividir en dos clases, con la forma y sin forma.

## Cinco categorías del ayiva
En el jainismo, hay cinco categorías que se pueden colocar al ayiva.
- dharma (medio de movimiento).
- adharma (medio de descanso).
- akasha (espacio) y
- pudgala (materia).
- kala (tiempo).

De estas, las cuatro primeras se describen como el asti-kaia dravia (sustancias que poseen elementos constitutivos y se extienden en el espacio), mientras que la quinta categoría (el tiempo) es una anasti-kaia dravia (que no tiene extensión en el espacio).

### Dharma astikaya
Dharmastikaya está formado por dos palabras: dharma y astikaya. Dharma no se refiere a la religión, sino que hace referencia al medio de movimiento. Astikay a su vez está formada por dos palabras: asti y kaya. Asti significa espacio, el cuerpo o en el modo y kaya significa colección. Así astikaya significa un conjunto de espacios o regiones. Dharmastikaya denota el medio del movimiento de las cosas en el universo. En ausencia de este medio, las cosas de jiva no serían capaces de moverse.

### Adharma astikaya
Adharmastikaya también se forma a partir de dos palabras: adharma y astikaya. Adharma en este caso significa el medio de descanso. En ausencia de este medio, los seres vivos, o jiva, se moverían continuamente.

### Akasha astikaya
Akasha significa el espacio y así todo el espacio en el universo. En el jainismo, akasha está dividido en dos partes: lokakasha (loka) y alokakasha (aloka). Jiva, pudgala, dharmastikaya y adharmastikaya solo existen en lokakasha. Alokakasha es un espacio vacío y no contiene ningún jiva, pudgala, dharmastikaya, y adharmastikaya. La cumbre de la lokakasha es el siddhashila (morada de las almas liberadas).

### Pudgala astikaya
La palabra pudgala se compone de dos términos: pud medio de suplemento (la integración) y gala significa la desintegración o divisións. En otras palabras, lo que cambia continuamente por la suplementación y/o división (purayanti galanti cha) se llama pudgala o materia. Toda la materia en el universo se llama pudgala. Puede ser experimentado por el tacto, gusto, olfato, o ver. Al igual que jiva pudgala también es móvil. Según el jainismo, el karma de las partículas que se adhieren a nuestras almas también son pudgala. Solo puede ser dividido y subdividido en cierta medida en donde no es posible dividirlo más. Esta parte indivisible de pudgala, que está separada de la pudgala principal, se llama paramu. Un paramu es mucho más diminuto que incluso un átomo. Cuando un paramu se une a la pudgala principal, se llama pradesha. Estos subatómicos paramanus son demasiado pequeños para ser detectados por la visión normal, pero pueden combinarse. Así, cuando un paramu se combina con otros paramanus, se les llama una skandha que miden más o menos como una molécula. Parte de skandha se llama desha. Los sknadhas pueden ser grandes o pequeñas. Las pequeñas pueden ser invisibles para el ojo, pero se pueden ver cuando las combinaciones son más grandes.

### Kala
Se refiere al tiempo que trae cambios. Pasado, presente y futuro son los diferentes modos de tiempo y se miden en términos de años, meses, días, horas, minutos o segundos. Para efectos prácticos, un segundo pasa a ser la mejor medida del tiempo. El jainismo, sin embargo, reconoce una muy pequeña medida de tiempo conocido como samaya que es una pequeña parte de un infinito segundo.
Kala (tiempo) es infinito, pero hay ciclos (kalachakras) en el mismo. Cada ciclo tiene dos épocas de igual duración: el utsarpini y el avasarpini. La primera es una era ascendente en la que la virtud aumenta gradualmente. La segunda es una era descendente inversa. Según los yainas, en la actualidad nos encontramos en la era utsarpini.
- tiempo indivisible = 1 Samaya (la unidad de tiempo más pequeña).
- innumerables samayas = 1 avalika
- 16 777 216 Avalikas = 1 mujurta (48 minutos actuales).
- 30 muhurtas = 1 día y 1 noche (24 horas actuales).
- 15 días y noches = 1 paksha (quincena lunar).
- 2 pakshas = 1 mes
- 12 meses = 1 año
- incontables años = 1 paliopam
- 1 000' 000 000' 000 000 (mil billones) de paliopames = 1 sagaropam
- 1 000' 000 000' 000 000 sagaropames = 1 utsarpini (ascendente) o 1 avasarpini (descendente).
- 1 utsarpini + avasarpini = 1 kala chakra (un ciclo de tiempo).